# 地蔵院 (和歌山県高野町)
地蔵院（じぞういん）は、和歌山県伊都郡高野町の高野山にある高野山真言宗の寺院。本尊は地蔵菩薩。

## 歴史
建久年間（1190年-1198年）に創建。尊海によって開基された。
1988年（昭和63年）、火災のため重要文化財の小野篁伝作の木造地蔵菩薩立像を焼失する。
また下妻藩主・多賀谷氏、福知山藩主・稲葉氏、大講城主・分部氏、高取藩の本多氏、津藩主・藤堂氏の菩提寺である。

## 文化財
重要文化財
- 木造阿弥陀如来坐像
- 紙本著色高野大師行状図絵 6巻

以上は高野山霊宝館保管。
他に木造地蔵菩薩立像があったが、1988年に焼失。

## 交通
- 京奈和自動車道「高野口インターチェンジ」より車で約40分。
- 南海電気鉄道「極楽橋駅」より車で約15分。